# Temporada 1963 del Campeonato de Europa de Rally
La temporada 1963 fue la edición 11º del Campeonato de Europa de Rally. Comenzó el 20 de enero con el Rally de Montecarlo y finalizó el 16 de noviembre en el RAC Rally.

## Calendario
| N.º | Fecha                   | Rally                                         |
| --- | ----------------------- | --------------------------------------------- |
| 1   | 20-24 de enero          | 32. Rallye Automobile de Monte-Carlo          |
| 2   | 21-25 de abril          | 15. Internationale Tulpenrallye               |
| 3   | 16-19 de mayo           | 11. Acropolis Rally                           |
| 4   | 11-15 de junio          | 14. Svenska Rallyt till Midnattsolen          |
| 5   | 20-26 de junio          | 24. Coupe des Alpes                           |
| 6   | 31 de julio-4 de agosto | 23. Rajd Polski                               |
| 7   | 16-18 de agosto         | 13. Jyväskylän Suurajot - Rally of 1000 Lakes |
| 8   | 27-31 de agosto         | 22. Liège–Sofia–Liège                         |
| 9   | 27-29 de septiembre     | 7. Automobilistico della Sardegna             |
| 10  | 4-6 de octubre          | 24. Rallye International de Genève            |
| 11  | 11-16 de noviembre      | 12. RAC Int. Rally of Great Britain           |

## Resultados

### Campeonato de pilotos
| Pos. | Piloto              | MON | TUL | GRE | SWE | FRA | POL | FIN | BEL | ITA | GEN | GBR | Puntos  |
| ---- | ------------------- | --- | --- | --- | --- | --- | --- | --- | --- | --- | --- | --- | ------- |
| 1    | Gunnar Andersson    | 9   | 3   | 2   |     |     | 2   |     | 15  |     | 3   | 8   | 35478.0 |
| 2    | Eugen Böhringer     | 11  |     | 1   |     | Ret | Ret |     | 1   |     |     |     | 30458.0 |
| 3    | Henry Taylor        | 0   |     | 4   |     | 3   |     |     | 4   |     |     | 6   | 30033.0 |
| 4    | Hans-Joachim Walter | 38  |     |     |     |     |     |     |     |     | 2   |     | 29182.0 |